# Found in Far Away Places
Found in Far Away Places è il settimo album in studio del gruppo melodic metalcore statunitense August Burns Red, pubblicato nel 2015.

## Tracce
1. The Wake – 3:26
2. Martyr – 4:35
3. Identity – 4:19
4. Separating the Seas – 4:19
5. Ghosts (featuring Jeremy McKinnon) – 4:49
6. Majoring in the Minors – 4:18
7. Everlasting Ending – 5:09
8. Broken Promises – 6:12
9. Blackwood – 4:42
10. Twenty-One Grams – 4:53
11. Vanguard – 5:39

## Formazione

### Gruppo
- Jake Luhrs – voce
- JB Brubaker – chitarra
- Brent Rambler – chitarra
- Dustin Davidson – basso, cori
- Matt Greiner – batteria

### Altri musicisti
- Jeremy McKinnon – voce (5)
- Paul Waggoner – chitarre (7)